# Lac Nachicapau
Der Lac Nachicapau ist ein See im Norden der kanadischen Provinz Québec.

## Lage
Der Lac Nachicapau befindet sich in Nunavik, das Teil der Verwaltungsregion Nord-du-Québec ist. Der 134 km² große See befindet sich 220 km nordnordwestlich von Schefferville zentral auf der Labrador-Halbinsel. Der See liegt im Bereich des Kanadischen Schildes auf einer Höhe von etwa 170 m. Der Lac Nachicapau ist 36 km lang und ist maximal 4,8 km breit. Der Rivière Romanet speist den See von Süden her. Der Rivière Bouvart mündet in das Nordufer des Sees. Am westlichen Ende verlässt der Rivière Nachicapau den See und mündet 10 km westlich in den Rivière Swampy Bay, einem rechten Nebenfluss des Rivière Caniapiscau. Am Südufer des langgestreckten Sees befindet sich die Insel Île Pisiministikw.

## Etymologie
Der offizielle Seename leitet sich von Naachikupaaw ab, der Naskapi-Name für den See.